# Festival du film britannique et irlandais de Dinard 2024
Le festival du film britannique et irlandais de Dinard 2024, 35e édition du festival, se déroule du 2 au 6 octobre 2024.

## Déroulement et faits marquants
Le jury est annoncé en septembre 2024. 
Le 5 octobre 2024, le palmarès est dévoilé : le film September Says de Ariane Labed remporte le Hitchcock d'or. Le film Unicorns (en) de Sally El Hosaini (en) et James Krishna Floyd reçoit le prix spécial du jury et le prix du public. Lalor Roddy (en) remporte le prix de la meilleure interprétation pour That They May Face the Rising Sun (en),.

## Jury

### Longs métrages
- Arielle Dombasle (présidente du jury), actrice
- Stanislas Merhar, acteur
- Phoebe Campbell (en), actrice
- Oliver Jackson-Cohen, acteur
- Julie Depardieu, actrice
- Colm Bairéad, réalisateur
- Charlotte Colbert, réalisatrice
- Alba Gaïa Bellugi, actrice

## Sélection

### En compétition
- Le Clan des bêtes (Bring Them Down) de Christopher Andrews
- Poison de Désirée Nosbusch
- September Says de Ariane Labed
- That They May Face the Rising Sun (en) de Pat Collins (en)
- The Convert (en) de Lee Tamahori
- Unicorns (en) de Sally El Hosaini (en) et James Krishna Floyd

### Compétition Talents de demain
- 7 Keys de Joy Wilkinson (en)
- Edge of Summer (en) de Lucy Cohen
- Last Swim (en) de Sasha Nathwani
- Paul & Paulette Take a Bath (en) de Jethro Massey

### Hors compétition

#### No Woman, No Cry
- Timestalker de Alice Lowe
- Twig (en) de Marian Quinn
- Witches de Elizabeth Sankey (en)

#### Outsiders
- Baltimore (en) de Christine Molloy (en) et Joe Lawlor
- That They May Face The Rising Sun de Pat Collins

#### With a Little Help from my Friends
- Le Clan des bêtes (Bring Them Down) de Christopher Andrews
- Sebastian de Mikko Mäkelä

#### Séances spéciales
- Bird de Andrea Arnold
- Hello Stranger de Paul Raschid
- The Irish Question de Alan Gilsenan (en)
- Freud, la dernière confession de Matt Brown

### Other People's Lives
- 7 Keys de Joy Wilkinson (en)
- Edge of Summer de Lucy Cohen
- Last Swim (en) de Sasha Nathwani
- Reawakening (en) de Virginia Gilbert
- The Outrun de Nora Fingscheidt

## Palmarès
- Hitchcock d'or : September Says de Ariane Labed
- Prix de la meilleure interprétation : Lalor Roddy (en) pour son rôle dans That They May Face the Rising Sun (en)
- Prix spécial du jury : Unicorns (en) de Sally El Hosaini (en) et James Krishna Floyd
- Prix du public : Unicorns (en) de Sally El Hosaini (en) et James Krishna Floyd